# Flying Wild Hog
Flying Wild Hog Sp. z o.o. é uma desenvolvedora de jogos eletrônicos polonesa sediada em Varsóvia e fundada em 2009. A empresa é mais conhecida pelo reboot de 2013 de Shadow Warrior e suas sequências Shadow Warrior 2 de 2016 e Shadow Warrior 3 de 2022.

## História
A Flying Wild Hog foi fundada em 2009. O estúdio trabalhou em seu próprio Road Hog Engine, um motor de jogos, que resultou em seu primeiro título Hard Reset lançado em setembro de 2011. Em abril de 2012, a Flying Wild Hog lançou Hard Reset: Exile, um DLC gratuito para Hard Reset.
Em setembro de 2013, eles lançaram Shadow Warrior, que foi publicado pela Devolver Digital, com a sequência, Shadow Warrior 2, tendo sido anunciada em 2015 para um lançamento em 2016.
Em dezembro de 2015, a Flying Wild Hog abriu uma nova divisão em Cracóvia, liderada por Michał Kuk.
Em março de 2019, a Flying Wild Hog foi adquirida pela Supernova Capital, uma empresa de investimentos iniciada pelo ex-CEO da Splash Damage, Paul Wedgwood e outros membros da Splash Damage. A aquisição fornece segurança financeira para a Flying Wild Hog se concentrar mais no desenvolvimento de seus jogos.
Em novembro de 2019, a Flying Wild Hog estava trabalhando em três jogos: Shadow Warrior 3 (publicado pela Devolver Digital), Evil West (publicado pela Focus Entertainment), e Space Punks (publicado pela Jagex). Todos os três, junto com Trek to Yomi (publicado pela Devolver Digital)  lançados em 2022. Naquele ano, a equipe também aposentou o Road Hog Engine em favor do Unreal Engine.
Em novembro de 2020, o Embracer Group anunciou que adquiriu a empresa por meio da Koch Media, que será a empresa-mãe.

## Estúdios
- Flying Wild Hog Warsaw (Varsóvia, Polônia)
- Flying Wild Hog Cracow (Cracóvia, Polônia)
- Flying Wild Hog Rzeszow (Rzeszów, Polônia)

## Jogos desenvolvidos
| Ano  | Título            | Plataformas                                                                       | Editoras                         |
| ---- | ----------------- | --------------------------------------------------------------------------------- | -------------------------------- |
| 2011 | Hard Reset        | Windows                                                                           | Flying Wild Hog                  |
| 2013 | Shadow Warrior    | Linux, macOS, PlayStation 4, Windows, Xbox One                                    | Devolver Digital                 |
| 2014 | Juju              | PlayStation 3, Windows, Xbox 360                                                  | Flying Wild Hog                  |
| 2016 | Hard Reset Redux  | PlayStation 4, Windows, Xbox One                                                  | Gambitious Digital Entertainment |
| 2016 | Shadow Warrior 2  | PlayStation 4, Windows, Xbox One                                                  | Devolver Digital                 |
| 2020 | Devolverland Expo | Windows                                                                           | Devolver Digital                 |
| 2022 | Shadow Warrior 3  | PlayStation 4, PlayStation 5, Windows, Xbox One, Xbox Series X/S                  | Devolver Digital                 |
| 2022 | Trek to Yomi      | Nintendo Switch, PlayStation 4, PlayStation 5, Windows, Xbox One, Xbox Series X/S | Devolver Digital                 |
| 2022 | Evil West         | PlayStation 4, PlayStation 5, Windows, Xbox One, Xbox Series X/S                  | Focus Entertainment              |
| 2022 | Space Punks       | PlayStation 5, Windows, Xbox Series X/S                                           | Jagex                            |